# Perfectionnisme (philosophie)
À ne pas confondre avec Perfectionnisme (psychologie).
Le perfectionnisme, au sens philosophique, est une théorie morale et politique, d'ordre conséquentialiste, cherchant à obtenir la plus grande perfection possible, ou l'excellence, chez un être humain.
Issue de la philosophie anglo-saxonne (Henry Sidgwick, et plus récemment Stanley Cavell), cette éthique est néanmoins liée à la philosophie continentale (notamment à travers la réception de Nietzsche dans le monde anglophone, mais aussi avec la référence à Rousseau). Elle se présente comme une morale concurrente de l'utilitarisme, et a été discutée à ce titre (et refusée) par John Rawls dans sa Théorie de la justice. Une question importante est de savoir dans quelle mesure cette théorie est compatible avec les idéaux démocratiques.
C'est en grande partie la réinterprétation qu'en fait Stanley Cavell qui a mis ces dernières années cette notion en avant, renouvelant les questions de la philosophie morale et de ce que les anglophones appellent la « théorie de la valeur » (Value theory).

## Origines
Le perfectionnisme vient de la philosophie anglo-saxonne, mais revient vers la philosophie continentale avec un philosophe américain comme Stanley Cavell qui en renouvelle la notion.
Dans la philosophie anglo-saxonne, le perfectionnisme peut être dit une "éthique conséquentialiste", rivale de l'utilitarisme en deux sens : 
- Dans un premier sens, qui est aussi le plus vaste, le perfectionnisme place au centre d'une théorie de la valeur la persévérance de la volonté à obtenir la plus haute qualité d'un être mental, physique ou spirituel. En première approche, le perfectionnisme se fonderait donc sur une idée ontologique (et individualiste), tandis que l'utilitarisme aurait en vue une morale du bonheur (plutôt grégaire).
- En un second sens, tandis que l'utilitarisme est une théorie téléologique qui vise la maximisation du bien (ou des biens) du plus grand nombre, le perfectionnisme, lui, a pu apparaître comme demandant la maximisation du bien (ou des biens) de quelques êtres d'exception. Ainsi conçu, le perfectionnisme possède des variantes ou des acceptions diverses. Dans une version "forte", par exemple, qu'a identifiée notamment John Rawls dans sa Théorie de la justice, c'est l'ensemble des institutions d'une société qui seraient entièrement soumises à ce qu'il appelle « la production des grands hommes ». Il devient alors en toute rigueur un conséquentialisme de l'excellence, que Rawls décide d'écarter pour fonder une théorie libérale démocratique.

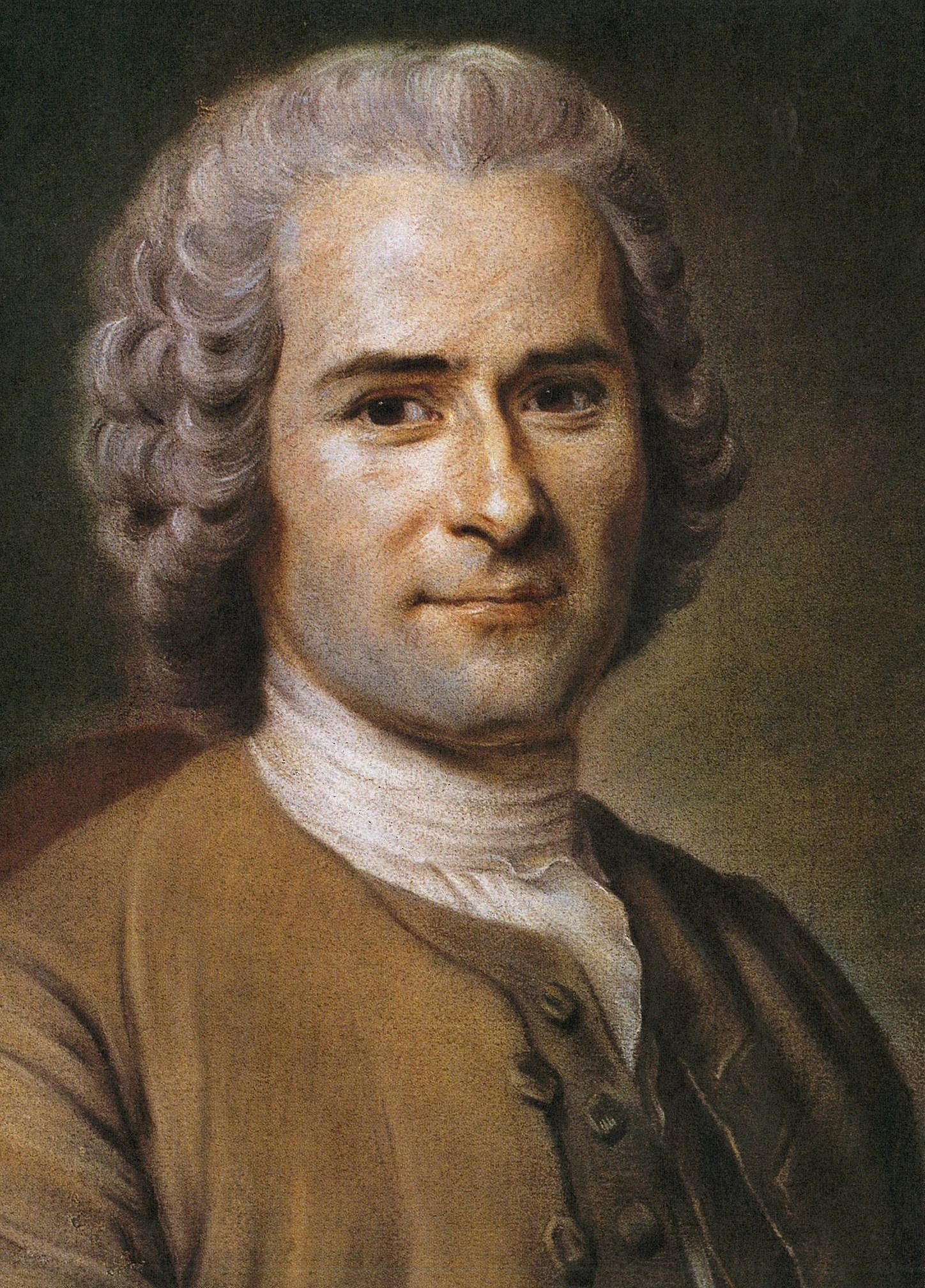
Jean-Jacques Rousseau, auteur de l'idée de « perfectibilité » comme caractéristique fondamentale de l'être humain.

La réception (avec les problèmes de traduction qu'il pose en anglais) de Nietzsche se trouve clairement au centre de cette formulation rawlsienne, qui a une très grande influence sur la pensée américaine. Dans ce contexte (surtout américain), le terme de perfectionnisme fait déjà en soi l'objet d'un débat. Il peut en effet servir d'argument pour invalider des options morales ou politiques (qui peuvent être, par ailleurs, tout à fait justes). Stanley Cavell entend montrer, contre John Rawls, que le perfectionnisme peut (et doit) se concilier avec une pensée démocratique telle qu'on la trouve de façon emblématique chez Ralph Waldo Emerson.
L'anglais (ou l'américain) marque fortement l'histoire et la signification du terme sous le nom de perfectionism. En tant que théorie téléologique (opposé à déontologique) comportant une histoire et un cadre d'argumentation bien particulier, le terme apparaît d'abord ancré dans la théorie morale anglaise, qui s'exporte aux États-Unis avec un auteur comme Henry Sidgwick (lui-même influencé dans une certaine mesure par Matthew Arnold). Mais le terme de perfection lui-même semble comporter un héritage complexe, au confluent de plusieurs langues et de plusieurs traditions (politiques et religieuses). On trouverait ainsi de proche en proche des racines perfectionnistes chez beaucoup d'auteurs auxquels on ne s'attendrait pas (dans la théologie par exemple, mais aussi chez John Stuart Mill, tenu pour un des piliers de l'utilitarisme). Un autre courant plus continental relierait le perfectionnisme à cette idée qu'on trouve chez Rousseau d'une perfectibilité de l'être humain, et à l'idée allemande d'une formation ou d'une Bildung (qu'on trouve chez Herder et qui aura un grand avenir dans la philosophie allemande jusqu'à Nietzsche).
La grande discussion actuelle sur le perfectionnisme consiste à savoir s'il a vocation à être une théorie (morale ou même politique) ou s'il ne serait pas plutôt une dimension de la vie morale (voire esthétique ou intellectuelle) qui traverse la philosophie elle-même. Le perfectionnisme, notamment avec la réinterprétation qu'en fait Stanley Cavell, fait ainsi bouger les lignes du cadre argumentatif de toute une théorie morale (et politique) et plus généralement de ce qu'on appelle en milieu anglo-saxon la Value theory.

## Une définition cardinale
Thomas Hurka définit ainsi le perfectionnisme :
Cette théorie morale commence par rendre compte de la vie bonne, ou de la vie désirable en soi. Certaines propriétés, selon elle, constituent la nature humaine ou caractérise l'humanité de façon intrinsèque. Elle affirme ensuite que la vie bonne développe ces propriétés à un degré supérieur ou réalise ce qui est au cœur de la nature humaine. Différentes versions de la théorie peuvent être en désaccord sur les propriétés en question et ainsi se trouvaient en désaccord sur le contenu de la vie bonne. Mais ils partagent l'idée fondamentale que ce qui est bon, finalement, est le développement de la nature humaine.
C'est une caractérisation qui remonte à Aristote et à sa conception de la vie bonne (eudémonisme). Rapporté à une telle origine, il est intéressant de remarquer que le perfectionnisme ne se réduit donc pas à une théorie morale, puisque chez Aristote justement, c'est le rôle du politique et des structures politiques de promouvoir la vie bonne entre les individus. La polis étant ce qu'il y a de mieux pour promouvoir la vie bonne, elle devrait être choisie parmi les autres formes d'organisation sociale.
On ne peut mieux, sans doute, en évoquer l'exemple qu'en la personne de Socrate à qui Platon fait dire :
Ma seule affaire, c'est en effet d'aller par les rues pour vous persuader, jeunes et vieux, de ne vous préoccuper ni de votre corps, ni de votre fortune aussi passionnément que de votre âme, pour la rendre aussi bonne que possible; oui, ma tâche est de vous dire que la fortune ne fait pas la vertu; mais que de la vertu provient la fortune, et tout ce qui est avantageux, soit aux particuliers, soit à l'État.
Les perfectionnistes moraux pensent que les questions antiques, telles que « est-ce que je vis comme je devrais vivre? », sont fondamentales. L'exemple antique se poursuit ainsi dans les formulations les plus récentes du perfectionnisme qui rappelle le thème d'une éthique de la vertu qu'on trouve, par exemple, chez Alasdair MacIntyre.

## Aux sources de la philosophie morale anglo-saxonne

### Henry Sidgwick et le cadre argumentatif

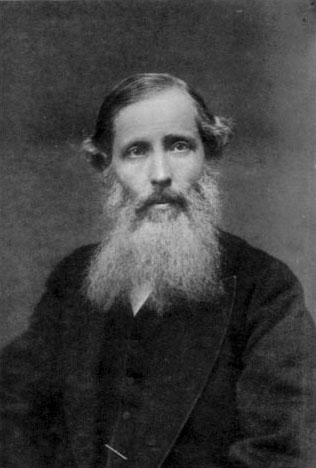
Henry Sidgwick

Henry Sidgwick, philosophe anglais, publie en 1874 The Methods of Ethics, qui fournira à la philosophie américaine (universitaire) tout le cadre de son discours. Y sont introduits tous les termes comme ceux d’« intuitionnisme », de « principe téléologique » versus « principe déontologique » et de « perfectionnisme ». C'est la définition formelle de Sidgwick qui est retenue désormais dans toute discussion morale (et politique) autour du perfectionnisme.
Selon Sidgwick, les trois sources du discours éthique s’enracinent sur les distinctions que nous donnent les faits de la conscience et de l’expérience. Il repère trois « méthodes » (d'argumentation ou de justification de nos fins éthiques) qui remontent à ce qu’il conviendrait d’appeler trois sources bien distinctes de la moralité :

« Cette triple différence dans la conception de la raison finale de la conduite correspond à ce qui semble être les distinctions les plus fondamentales que nous appliquons à l'existence humaine ; la distinction entre l’être conscient et le flux d'une expérience consciente, et la distinction (à l’intérieur de ce dernier) entre l'Action et le Sentiment. Car la perfection est proposée comme but idéal du développement d'un être humain, considéré comme une entité permanente ; tandis que par Devoir, nous voulons dire que le genre d'action auquel nous pensons devrait être fait ; et pareillement par Bonheur ou Plaisir nous voulons signifier un genre ultimement désiré ou désirable de Sentiment. »

Les raisons communes et ultimes sont parfaitement identifiées, selon Sidgwick, et se rangent donc en trois catégories que sont les notions (1) du bonheur (2) de l'excellence ou la perfection (comprenant la vertu ou perfection morale comme son élément déterminant), considérées comme fins ultimes, et (3) le devoir en tant qu’il est prescrit par des règles inconditionnées. Ayant repéré trois méthodes (ou système de justifications) principales qu’il appelle « hédonisme psychologique (ou « égoïste ») », « intuitionnisme », « hédonisme social », l'objet de the Methods of Ethics est de les confronter les unes aux autres, de les mettre en balance dans une forme de délibération. 
Il y a chez Sidgwick une pluralité de fins dernières dont il ne discute pas la validité mais qu’il fonde sur un point de vue sur l’homme empirique conscient, sentant et agissant. Parmi les fins ultimes, il y a deux fins qui commandent deux méthodes différentes. La Perfection (appelée aussi Excellence) d’un côté et le Bonheur de l’autre. En ce qui concerne le Bonheur, le système se distingue en deux : c’est la différence entre l’"Hédonisme social" et l’"Hédonisme égoïste". Le Perfectionnisme, lui, fonde ses raisons ultimes dans l’être conscient, il se présente son idéal devant lui comme celui du développement de l’être conscient considéré comme un être permanent qui est l’être humain, tandis que les morales du devoir ou du bonheur-plaisir fondent leurs notions ultimes selon une autre distinction qui a en vue l’action ou le sentiment, toutes choses qui appartiennent à ce que Sidgwick appelle le flux de l’expérience consciente .
Le perfectionnisme est parfaitement placé chez Sidgwick, même si on sent qu'il est destiné à rester progressivement à l'arrière-plan des questions analytiques. Le débat se concentre sur l'intuitionnisme kantien, qui l'amène à pointer le défaut de relation entre le bonheur personnel et le bonheur général. Si l’hédonisme social s’avère supérieur à l’intuitionnisme selon lui, il ne trouve aucune supériorité argumentative de cet « hédonisme social » sur l’« hédonisme égoïste ». Il lui manque toujours quelque chose comme une intuition éthique fondamentale dès lors, comme il le dit, qu'il n’est pas près de succomber à ce qu'il appelle un « héroïsme aveugle ».

### John Rawls et le rejet politique du perfectionnisme
Chez John Rawls, non plus, qui reprend tout ce cadre argumentatif, le perfectionnisme n'est pas un bon candidat à sa Théorie de la Justice. Au paragraphe 50 de la Théorie de la Justice, il fait porter à Nietzsche ce qu'il appelle la version forte du perfectionnisme inacceptable du point de vue d'une théorie démocratique non élitiste.

« 50. Le principe de perfection (…) Il en existe deux variantes : dans la première, il est le seul principe d’une théorie téléologique qui impose à la société d’organiser les institutions et de définir les devoirs et les obligations des individus dans le but de maximiser les réalisations de l’excellence humaine dans les domaines de l’art, de la science et de la culture. Il est évident que le principe est d’autant plus exigeant que l’idéal correspondant est placé plus haut. Le poids absolu que Nietzsche donne parfois à la vie des grands hommes, tels Socrate et Goethe, est inhabituel. Parfois il écrit que l’humanité doit sans cesse se dépasser pour produire des grands hommes. Nous donnons de la valeur à nos vies en travaillant pour le bien des spécimens supérieurs. La conception de l’excellence qui se trouve chez Aristote est certainement plus répandue. La variante la plus courante est celle où le principe de perfection est reconnu comme un principe parmi d’autres, au sein d’une théorie intuitionniste. »

Cette interprétation dans le fil d'un portrait d'un Nietzsche élitiste (perfectionniste "par excellence") est très populaire aux États-Unis. Le procès, par exemple, de 1924, dit "Leopold et Loeb", eut un important impact sur la culture populaire. Darrow invoque dans sa plaidoirie pas moins de quinze fois le nom de Nietzsche à décharge. C'est l’influence de la philosophie de Nietzsche sur la jeunesse impressionnable de ses clients qui est invoquée pour expliquer leurs horribles crimes. Les accusés inspirèrent nombre de films, de fictions et de pièces de théâtre telles que la pièce de 1929 intitulée The Rope (La Corde) repris dans le film de Hitchcock de 1948 du même nom.
James Conant a insisté sur les problèmes de lecture de Schopenhauer éducateur de Nietzsche d'où vient très précisément cette traduction de "spécimens supérieurs" en anglais qui sont en fait des exemples humains ou des représentations ("Exemplare" est le terme qu'utilise Nietzsche) et qui n'impliquent, selon lui, aucune répartition des biens sociaux et culturels privilégiant certains êtres d'exception. Selon Stanley Cavell également, John Rawls se méprend sur ces exemples d’humanité remarquables qui sont comme des « représentations de notre moi réalisables mais non réalisées » d’Emerson, autorisant à penser un perfectionnisme démocratique. Comme les théoriciens (Thomas Jefferson, Alexander Hamilton, William James, John Stuart Mill) qui ont compté dans l’établissement de la démocratie américaine, la querelle qu’entreprendrait Nietzsche avec la démocratie (à son époque) serait fonction de cet équilibre entre la tyrannie de la majorité (comme la nomme également Alexis de Tocqueville) et l’aspiration à l’excellence de l’Exemple. Dans cette perspective, c'est la réception de Nietzsche en Amérique qui doit être revue également.

### John Wesley et la "Christian perfection"

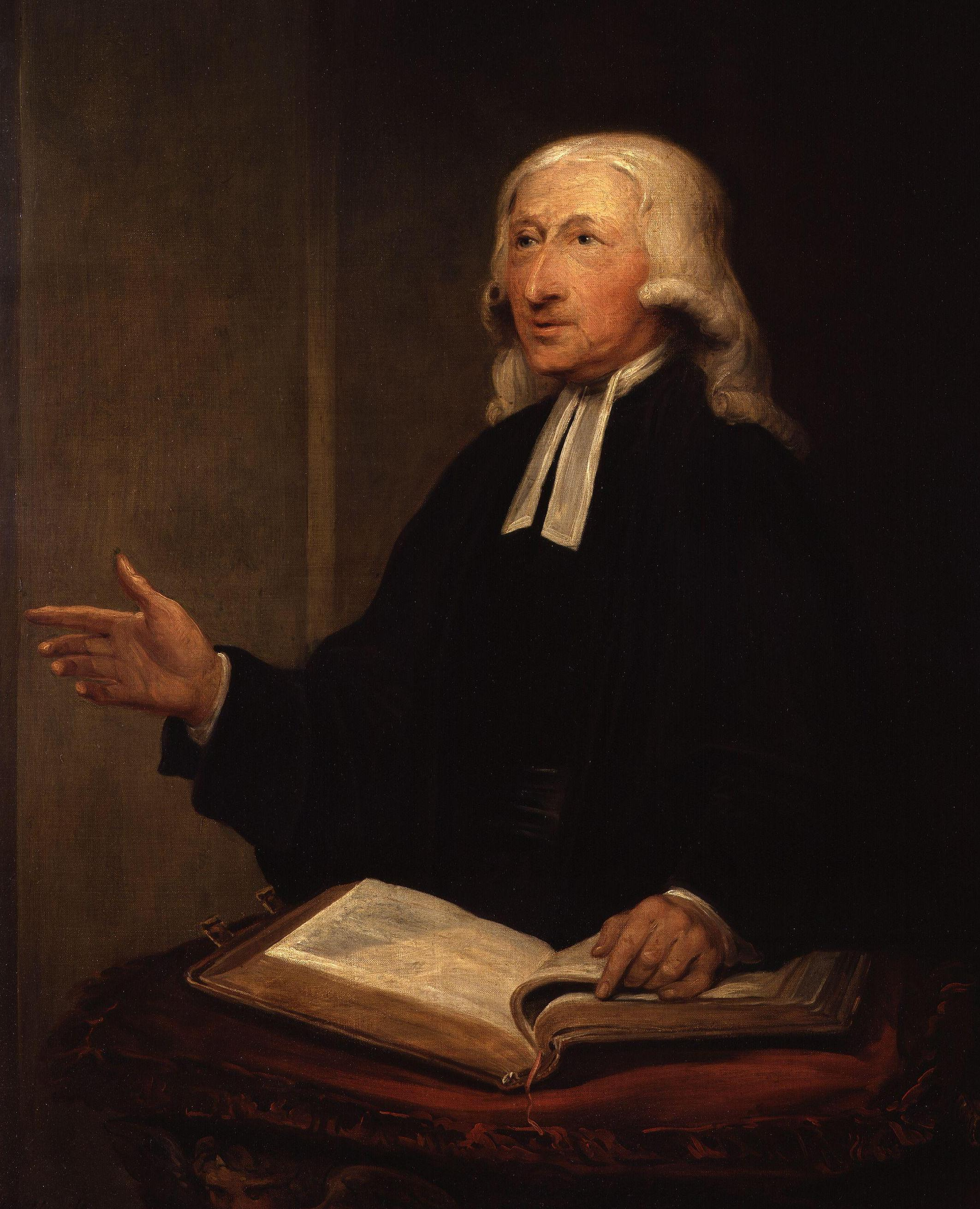
John Wesley

Une des sources du perfectionnisme se trouverait dans le christianisme historique.
 	
« Soyez donc parfaits, comme votre Père céleste est parfait », est-il dit dans l'Évangile selon Saint Matthieu.
Cette injonction aura eu un écho célèbre dans la doctrine de John Wesley, prédicateur anglais fondateur de l'église méthodiste (importante également aux États-Unis). Au départ de la vie du chrétien, selon John Wesley, est placée une perfection. Sans pour autant le déresponsabiliser d’une vie en accord avec le Christ, cette perfection comporte déjà la donne d’un salut "ici et maintenant".
Dans une vie religieuse rigoureuse, nous sommes de la naissance à la mort dans un procès perfectif. La sanctification (seul terme sous lequel une perfection s’avère possible) ne peut être obtenue qu’après la mort. Toute une logique du devoir, de la vie, de la promesse divine, de ce côté de la tombe en découle. La doctrine de John Wesley s’oppose à une telle vision. Dans la vie selon la Christian perfection, le procès de la vie spirituelle est « réalisé » dès que la vie a commencé. La perfection est au départ, c’est un processus qui est déjà atteint dès qu’il a commencé.
À partir de Wesley et de la Christian perfection, on peut comprendre le renversement qui est opéré dans la notion de perfection (dans un esprit perfectionniste). S'il est juste de dire que le perfectionniste ne croit pas non plus qu'on peut obtenir la perfection dans aucun stade de la vie, il serait plus exact de dire qu'il ne conçoit pas la perfection au sens téléologique mais qu'il parie sur elle.
Parmi les théologiens (anglo-saxons surtout), la critique du perfectionnisme (au sens théologique) côtoie le pélagianisme, hérésie condamnée par l'Église et ses pères (comme saint Augustin). La question reste donc ouverte de savoir quel visage du christianisme (et pour quelles notions de rédemption, de sanctification et du péché) s'accorderait avec les intuitions d'un perfectionnisme non déterminé religieusement.

### Matthew Arnold

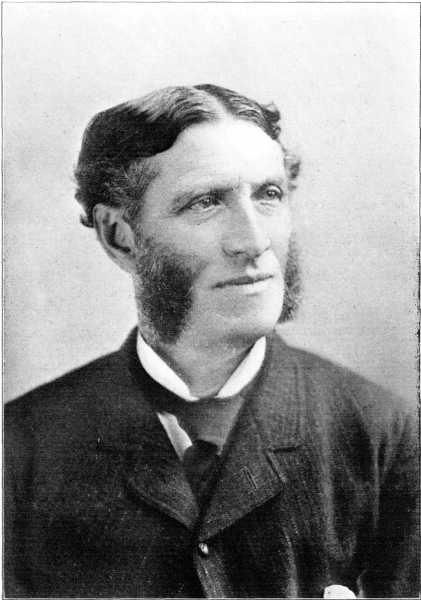
Matthew Arnold

L’héritage et la réception de Matthew Arnold, penseur et essayiste perfectionniste et victorien, s’avèrent importante. Matthew Arnold, ouvrier d’une conception de l’État et de l’enseignement, passeur de toute une culture aussi bien intellectuelle que politique, porte une vision de la culture au centre de laquelle se trouve une vision sécularisée de la perfection qui a été reçue avec enthousiasme aux États-Unis, de Henry James à Lionel Trilling.

« (…) But, finally, perfection, --as culture from a thorough disinterested study of human nature and human experience learns to conceive it, is a harmonious expansion of all the powers which make the beauty and worth of human nature, and is not consistent with the over-development of any one power at the expense of the rest. Here culture goes beyond religion, as religion is generally conceived by us. »

Ce perfectionnisme de la culture, qui donne une importance au devenir humain, Stanley Cavell y fait écho, en rappelant notre familiarité à cette idée, toute transcendance mise à part :

« L’idée d’être fidèle à soi-même, ou à l’humanité qui est en soi-même, ou encore à l’idée de l’âme partant en voyage  (vers le haut, vers l’avant), se trouvant d’abord perdue au monde, et exigeant un refus de la société niveleuse, au nom de quelque chose qu’on appelle souvent culture – cette idée nous est familière depuis la République jusqu’à des œuvres aussi différentes qu’'Être et Temps' de Heidegger et 'Pygmalion' de G.B Shaw. »

## Perfectionnismes et traditions
Issu de la tradition philosophique anglo-saxonne, le perfectionnisme partage son inspiration avec tous les courants qui croisent la culture comme entreprise morale et intellectuelle et place le souci de l'âme au centre de la philosophie. Le christianisme historique n'en est pas l'unique source. Hilary Putnam, par exemple, va chercher l'inspiration du perfectionnisme dans une tradition judaïque avec des auteurs comme Martin Buber, Emmanuel Levinas et Franz Rosenzweig.
La littérature y est conviée.
Dans sa traduction du prologue de Zoroastre de Nietzsche, Romain Sarnel dégage les traits symbolique d'un perfectionnisme. Il repère trois principes qu'on retrouve chez des auteurs comme Nietzsche, Blaise Pascal, Baudelaire et William Blake, à savoir les principes de transformation, de surpassement et d'immersion.
L'idée de transformation, de métamorphose, de devenir est au cœur du perfectionnisme qui porte une certaine vision existentialiste de l'homme, de sa "duplicité".

« (...) La nature de l'homme est double ; (...) deux tendances inscrivent l'être humain dans une tension existentielle qu'il ne peut sublimer que par une transformation »

Cette "duplicité" est la pensée d'une "éthique dynamique et fécondante, où le perfectionnement de l'être humain est primordial, pour autant qu'il suppose une métamorphose à l'issue du conflit entre le bien et le mal". Aussi ne faudrait-il pas la confondre avec le dualisme moral comptable lui d'une mauvaise interprétation du manichéisme héritée de saint Augustin. Le manichéisme est une synthèse du zoroastrisme, du bouddhisme et du christianisme à la charnière de l'Orient et de l'Occident touché par une absence curieuse de mémoire.
C'est une absence de mémoire comparable qui touche le catharisme occitan et la kabbale provençale. Il n'est pas inutile de se rappeler que l'idéal chez les hommes et les femmes cathares étaient d'être des "Parfaits" et des "Parfaites". Avec la "Gaya scienza", cette science joyeuse, Nietzsche redonne vie à ce désir de réforme. On trouve, enfin, chez Romain Sarnel, par-delà les références à une gnose, une inspiration typique du perfectionnisme qui ne dissocie pas la vie intellectuelle, morale et artistique.

« (..) La confrontation éthique du bien avec le mal, vers une bénéficité vraiment bénéfique qu'est le fécond, la confrontation esthétique du beau avec le laid, vers une beauté véritablement belle qu'est le sublime, et la confrontation logique du vrai avec le faux, vers une vérité véridiquement vraie qu'est le vérace, incitent la personne humaine à se perfectionner. Tout l'enjeu est de comprendre que la nature humaine n'est pas donnée une fois pour toutes, mais qu'elle se métamorphose tout au long de la vie ; autrement dit que l'essence de l'homme est de se parfaire. C'est de la mise en mouvement du perfectionnement que l'homme tire son dynamisme »

### Citations perfectionnistes
« À dire vrai, ce que je peux recevoir d'une autre âme n'est pas une instruction mais une provocation »

« Le perfectionnisme est la dimension de la pensée morale qui vise moins à réfréner le mal qu’à libérer le bien »

« L’homme est une corde, nouée entre  animal et métahomme – une corde par-dessus un gouffre (…) Ce qui est grand chez l’homme, c’est qu’il est un pont et non pas un but : ce que l’on peut apprécier  chez l’homme, c’est qu’il est un surpassement et une immersion. »

« Je sais que le monde avec lequel je suis en conversation dans la ville et dans les fermes n’est pas le monde que je pense. (…) Mais je n’ai jamais trouvé que l’on gagnât beaucoup à des tentatives manipulatoires pour réaliser le monde de la pensée. »

« À mesure qu’on a plus de lumière, on découvre plus de grandeur et plus de bassesse dans l’homme. »

« Cette duplicité de l’homme est si visible, qu’il y en a  qui ont pensé que nous avions deux âmes. Un sujet simple leur paraissait incapable de telles et si soudaines variétés d’une présomption démesurée à un horrible abattement du cœur. »

« Voici le seul fait que le monde haïsse ; que l'âme devienne ; car cela dégrade à jamais le passé, change toute richesse en pauvreté, toute gloire en honte, écarte aussi bien Jésus et Judas. »

« Plaçons-nous au bout de l'énorme processus, à l'endroit où l'arbre mûrit enfin ses fruits, où la société et sa moralité des mœurs présentent enfin ce pourquoi elle n'était que des moyens; et nous trouverons que le fruit le plus mûr de l'arbre est l'individu souverain, l'individu qui n'est semblable qu'à lui-même, l'individu affranchi de la moralité, l'individu autonome et super-moral (car autonome et moral s'excluent), bref l'homme à la volonté propre, indépendante et persistante, l'homme qui peut promettre… »

### Corpus perfectionniste
| La République                                                                                              | Platon             |
| Éthique à Nicomaque                                                                                        | Aristote           |
| Évangile selon Saint Mathieu                                                                               |                    |
| Les Confessions                                                                                            | Saint Augustin     |
| Hamlet, Coriolan, La Tempête                                                                               | Shakespeare        |
| Pensées | Pascal             |
| Fondements de la métaphysique des mœurs                                                                    | Kant               |
| Fragments de l’Athenaeum, Sur l’incompréhensibilité                                                        | Friedrich Schlegel |
| La Marquise d’O                                                                                            | Kleist             |
| De la liberté, De l’assujettissement des femmes                                                            | Mill               |
| Hedda Gabler, La Maison de poupées                                                                         | Ibsen              |
| Culture et Anarchie, La plage de Douvres                                                                   | Matthew Arnold     |
| Le savant américain, Confiance en soi, Expérience                                                          | Emerson            |
| Schopenhauer éducateur                                                                                     | Nietzsche          |
| Critique de la Philosophie du Droit de Hegel – Introduction                                                | Marx               |
| Walden ou la Vie dans les bois                                                                             | Thoreau            |
| L’interprétation du rêve, Malaise dans la civilisation, Le Délire et les rêves dans la Gradiva de Jensen   | Freud              |
| Pygmalion                                                                                                  | Shaw               |
| Essais choisis                                                                                             | W.C Williams       |
| Expérience et nature                                                                                       | John Dewey         |
| Être et Temps, L’Origine de l’œuvre d’art, Qu’appelle-t-on penser ?                                        | Heidegger          |
| Les Recherches philosophiques                                                                              | Wittgenstein       |
| Métamorphoses                                                                                              | Ovide              |
| Divine Comédie                                                                                             | Dante              |
| Essais | Montaigne          |
| Éthique | Spinoza            |
| Celui qui n’est pas né : la vie et la doctrine du maître zen Bankeï, Sur l’Éducation esthétique de l’homme | Schiller           |
| Les Rêveries du Promeneur Solitaire                                                                        | Rousseau           |
| Faust, Les Années d'apprentissage de Wilhem Meister                                                        | Goethe             |
| Phénoménologie de l’esprit                                                                                 | Hegel              |
| Prélude | Wordsworth         |
| Biographica literaria                                                                                      | Coleridge          |
| La Répétition, Post-scriptum aux Miettes philosophiques                                                    | Kierkegaard        |
| Les Feuilles d’herbe                                                                                       | Walt Whitman       |
| Pierre Herman                                                                                              | Melville           |
| Les Temps difficiles, Les Grandes Espérances                                                               | Dickens            |
| La Renaissance                                                                                             | William Pater      |
| L’Idiot | Dostoïevski        |
| Les Aventures de Huckleberry Finn                                                                          | Mark Twain         |
| Les Variétés de l’expérience religieuse                                                                    | William James      |
| La Bête dans la jungle                                                                                     | Henry James        |
| La Théorie de la classe de loisir                                                                          | Veblen             |
| Femmes amoureuses                                                                                          | D. H. Lawrence     |
| Une femme cherche son destin                                                                               | Irving Rapper      |

### Liens francophones
- une étude du perfectionnisme de Stanley Cavell
- L'inspiration d'un perfectionnisme non téléologique dans le discours du 18 mars 2008 d'Obama
- Traduction d'un essai de James Conant sur le perfectionnisme de Nietzsche